# Kevin Rivera
Kevin Rivera (ur. 28 czerwca 1998 w Cartago) – kostarykański kolarz szosowy.

## Najważniejsze osiągnięcia
2017
- 1. miejsce w Tour of China II
  - 1. miejsce na 1. etapie

2018
- 1. miejsce na 7. etapie Vuelta al Táchira

2019
- 10. miejsce w Tour of Bihor–Bellotto
- 1. miejsce w Sibiu Cycling Tour
  - 1. miejsce na 2. etapie
- 3. miejsce w Tour of China II
  - 1. miejsce na 3. etapie
- 9. miejsce w Mediolan-Turyn

2020
- 3. miejsce w Vuelta al Táchira
  - 1. miejsce na 6. i 7. etapie
- 1. miejsce na 4. etapie Tour de Langkawi